# Eburia brevicornis
Eburia brevicornis là một loài bọ cánh cứng trong họ Cerambycidae.